# Kenya Wildlife Service
De Kenya Wildlife Service (afgekort: KWS) is een Keniaanse overheidsorganisatie die in 1989 werd opgericht voor het behoud en het voortbestaan van wilde dieren in Kenia. De KWS is onder meer verantwoordelijk voor het onderhoud van een groot aantal Keniaanse natuurparken en wildreservaten. Zij ziet tevens toe op de naleving van wet- en regelgeving teneinde de dieren te beschermen en probeert de illegale jacht tegen te gaan.

## Wetenswaardigheden
- Koning Willem-Alexander verrichtte in 1991 vrijwilligerswerk als piloot voor de KWS.[4]